# Budajenő
Budajenő (németül: Jeine) község Pest vármegyében, a Budakeszi járásban, a budapesti agglomerációban.

## Fekvése
Budapest központjától 22 kilométerre nyugat-északnyugatra, Budakeszitől 10 kilométerre északnyugatra található, a Zsámbéki-medence északkeleti peremén, az Óbudai-szigettel nagyjából azonos földrajzi szélességen. A fővárostól a Budai-hegység koszorúja, a tőle északabbra fekvő Nagykovácsitól e hegységnek a legmagasabb része (a Nagy-Kopasszal) választja el.
Közigazgatási területe négy településsel határos; ezek égtáj szerinti sorrendben: kelet felől Telki, amellyel szinte teljesen egybeépült), dél felől Tök, nyugat felől Perbál, északról pedig Nagykovácsi. Viszonylag közel fekszik még a településhez a 6 kilométernyire elhelyezkedő Páty is.

## Közlekedés
A települést a Budakeszi-Perbál közötti 1103-as számú mellékút szeli át. Budajenő lakói Budapest budai részére, Budaörsre, illetve az M1-es autópályára leginkább Budakeszin keresztül jutnak el. A községen több buszjárat, így a Budapest-Perbál-Zsámbék útvonalon közlekedő 789-es (Pátyot is érintve), a 793-as, 794-es és 795-ös, valamint a Kelenföld vasútállomástól induló 773-as és 774-es busz is áthalad. Szombatra és vasárnapra virradó éjszakákon 922B jelzéssel is közlekedik autóbusz Budapest – Budakeszi – Páty útirányon át Zsámbékra, a viszonylat Budajenőn azonban csak Zsámbék felé halad át, a főváros irányú utazás ekkor közvetetten, a Zsámbékról visszainduló busszal lehetséges. Az autóbuszok a zsámbéki végállomás felé áthaladnak Perbál és Tök településeken is. A településnek vasútállomása nincs, a hegyeshalmi vonal biatorbágyi és herceghalmi, valamint az esztergomi vasútvonal pilisvörösvári állomása nagyjából mind egyforma távolságra vannak a községtől.

## Története
A település nevének első ismert, írásos említése 1225-ből származik, Jenő (villa Jeneu) formában, amikor is II. Endre király a budai szigeten levő Szent Mihály egyháznak adományozta a szolgagyőri várjobbágyok két itteni telkét. A falu területén előkerült régészeti leletek, illetve a Kálvária-hegyen állt régi templom maradványainak építészeti jellegzetességei arra utalnak, hogy a települést ennél régebben alapíthatták. A középkori falu ez utóbbi templom környékén terülhetett el, lakói bizonyára a telki apátság béresei voltak, akiknek élete minden tekintetben az apátsághoz kötődött.
Egy 1253-ből származó határjárási okmány szerint az esztergomi és az óbudai káptalannak, illetve a szigeti apácáknak is voltak itt birtokaik, az említett, Szent Mihály nevére szentelt premontrei monostor pedig ebben az évben újabb jenői birtokkal gazdagodott: IV. Béla király egy lopás vétségében bűnösnek talált, néhai Bálint nevű ember György nevű fiának birtokait adományozta a részükre. 1455-ben Garai Lászlót, 1465-től pedig Guti Országh Mihály nádort említik itteni birtokosként.
Buda eleste, 1541 után ez a térség is török kézre került és teljesen elnéptelenedett. A telki apátság monostora is elpusztult, pár évtized elmúltával már a helyét sem tudta megmutatni senki. Az ekkoriban Puszta-Jenő néven említett területet 1593-ban Etyeki Józsa vette meg, 1663-ban királyi adományként Boronkay István érsekújvári katona tulajdonába került, 1667-ben pedig Széchenyi György győri püspök vette meg. A török kiűzése után először skót bencések kezdtek itt új telepeseket letelepíteni, akik miután megszerezték a telki apátságot, nem Telkit, hanem Budajenőt kívánták inkább fejleszteni és benépesíteni, 1703-tól kezdődően.
Az új település már a jelenlegi ófalu helyén jött létre, az első telepesek Németország szász és frank területeiről, valamint a Fekete-erdő vidékéről érkeztek, 1710 körül. 1724-ben Jenő (németesen Jenne) lakosságszáma 374 fő volt, bő egy évszázaddal később, 1842-ben pedig már közel a duplája, 629 fő élt itt, akik 28 gazdatelken, 3 községi birtoktesten és 54 zsellértelken gazdálkodtak. Az 1848-as forradalomban és szabadságharcban Jenő 84 nemzetőrt állított ki, akik közül 22 fő volt lovas. 1881-ben a német és egyéb nemzetiségű lakosok aránya körülbelül 10:1 volt, szinte minden lakos katolikus vallású volt, és a népesség 63,5%-a bizonyult írástudónak.
Az 1920. évi népszámlálás szerint 1014 lakosa volt a településnek, akik közül csak 25 fő volt magyar - a többi német - és csak heten mondták magukat reformátusnak, mindenki más katolikus volt. 1938-ban felmerült javaslatként Telki és Budajenő egyesítése, de erre nem került sor.
A második világháború vége felé a Budát ostromló szovjet hadsereg 1944. december 25-én, karácsony hajnalán vonult be a faluba. A budavári kitörési kísérlet idején sok magyar és német katona próbált errefelé menekülni, hogy Tök felett állomásozó német csapatokhoz, de a szovjet légierő és tüzérség az érintett egységet úgyszólván teljesen megsemmisítette, körülbelül 120 német és 12 szovjet katona vesztette életét a falu határában.
1946-ban Budajenő sem úszhatta meg a kitelepítést, a község 187 német családjából 172-t telepítettek ki, bevagonírozásuk a biatorbágyi vasútállomáson történt. A megüresedett sváb portákra főleg gyergyóditrói és gyergyóremetei székelyeket telepítettek be, akik szintén kényszerből hagyták el Székelyföldet; 32 családot már 1945 őszén beköltöztettek a faluba, 20 család betelepítése 1946 tavaszán történt. 1966. szeptember 15-ével megszüntették Telki és Budajenő önállóságát és közigazgatásilag összevonták a két település tanácsát, Budajenő Közös Községi Tanács néven.
2007-ben a Pilisvörösvári kistérségből került a Budaörsibe. 2013-tól a Budakeszi járáshoz tartozik.
A településen működik 2013. január 1. óta Budajenő, Remeteszőlős és Tök közös önkormányzati hivatala.

## Közélete

### Polgármesterei
- 1990–1994: Juhász Ágostonné (független)[6]
- 1994–1998: Dr. Juhász Ágostonné (független)[7]
- 1998–2002: Dr. Juhász Ágostonné (független)[8]
- 2002–2005: Soltész Miklós (független)[9]
- 2005–2006: Budai István (független)[10]
- 2006–2010: Budai István (független)[11]
- 2010–2014: Budai István (független)[12]
- 2014–2019: Budai István (független)[13]
- 2019–2024: Budai István (független)[14]
- 2024– : Vezérné dr. Hevesi Tünde (független)[1]

A településen 2005. november 6-án időközi polgármester-választást tartottak, az előző polgármester lemondása miatt.

## Népesség
A település népességének változása:
| Lakosok száma | 1858 | 1833 | 1942 | 2136 | 2337 | 2403 | 2576 |
|               | 2013 | 2014 | 2018 | 2021 | 2022 | 2023 | 2024 |

A 2011-es népszámlálás során a lakosok 87,2%-a magyarnak, 0,2% cigánynak, 0,4% lengyelnek, 6,8% németnek, 0,2% románnak, 0,2% szerbnek, 0,2% szlováknak, 0,2% ukránnak mondta magát (12,6% nem nyilatkozott; a kettős identitások miatt a végösszeg nagyobb lehet 100%-nál). A vallási megoszlás a következő volt: római katolikus 42,7%, református 8%, evangélikus 1,4%, görögkatolikus 0,9%, izraelita 0,8%, felekezeten kívüli 16,7% (27,6% nem nyilatkozott).
2022-ben a lakosság 90,2%-a vallotta magát magyarnak, 4,8% németnek, 0,3% románnak, 0,2-0,2% ukránnak, horvátnak és lengyelnek, 0,1-0,1% cigánynak és szerbnek, 7,7% egyéb, nem hazai nemzetiségűnek (9,6% nem nyilatkozott; a kettős identitások miatt a végösszeg nagyobb lehet 100%-nál). Vallásuk szerint 36,9% volt római katolikus, 9,5% református, 1,7% görög katolikus, 0,9% evangélikus, 0,4% izraelita, 1% egyéb keresztény, 0,8% egyéb katolikus, 15,1% felekezeten kívüli (33,3% nem válaszolt).

## Nevezetességei
- Budajenő Árpád-kori temetőkápolnája
- pincesor (17. század)
- barokk római katolikus templom (1756)
- klasszicista stílusban épült bencés rendház, ma általános iskola (19. század)
- a népi építészet jegyeit őrző lakóépületek, építészeti részletek, műemlék magtár[18]

## Díszpolgárok
- Beregszászi Olga, színésznő (2013)
- Kovács Kati, Kossuth-díjas és Liszt Ferenc-díjas előadóművész, énekesnő (2015)

## Érdekesség
Itt forgatták az Öregberény című tévésorozatot.

## Képek

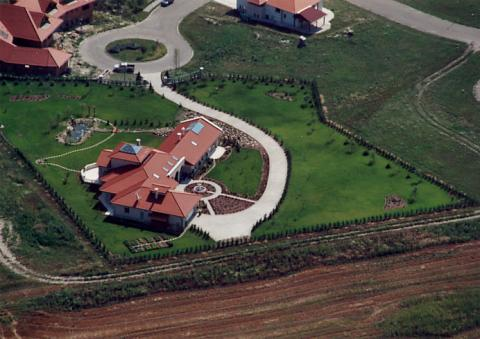
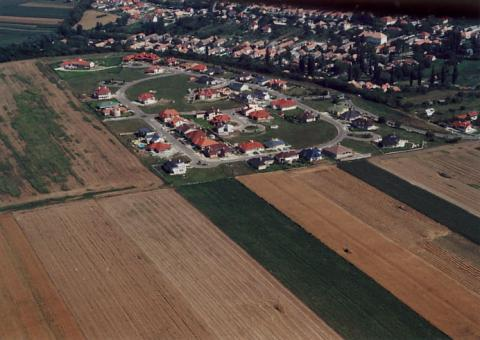
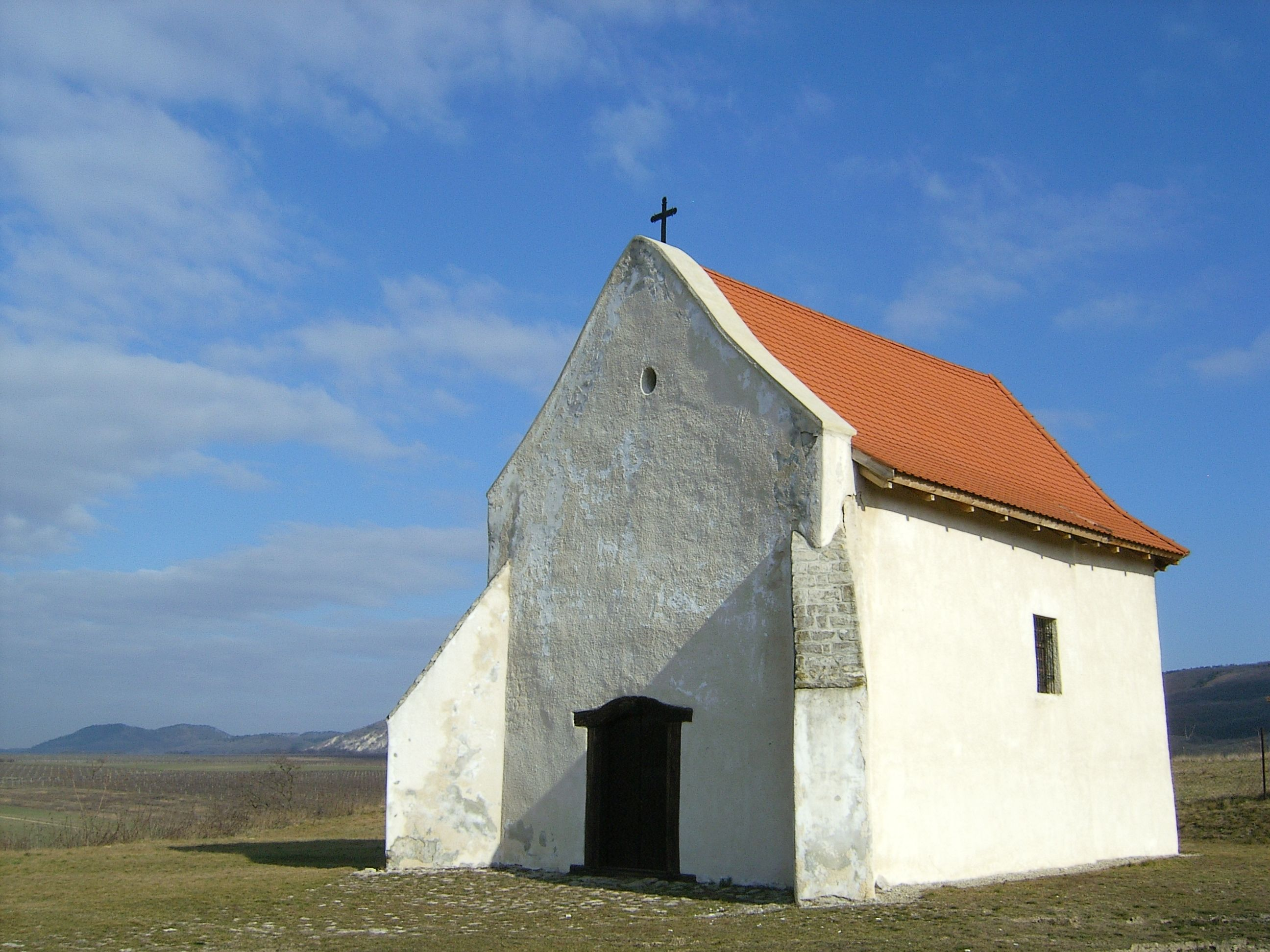
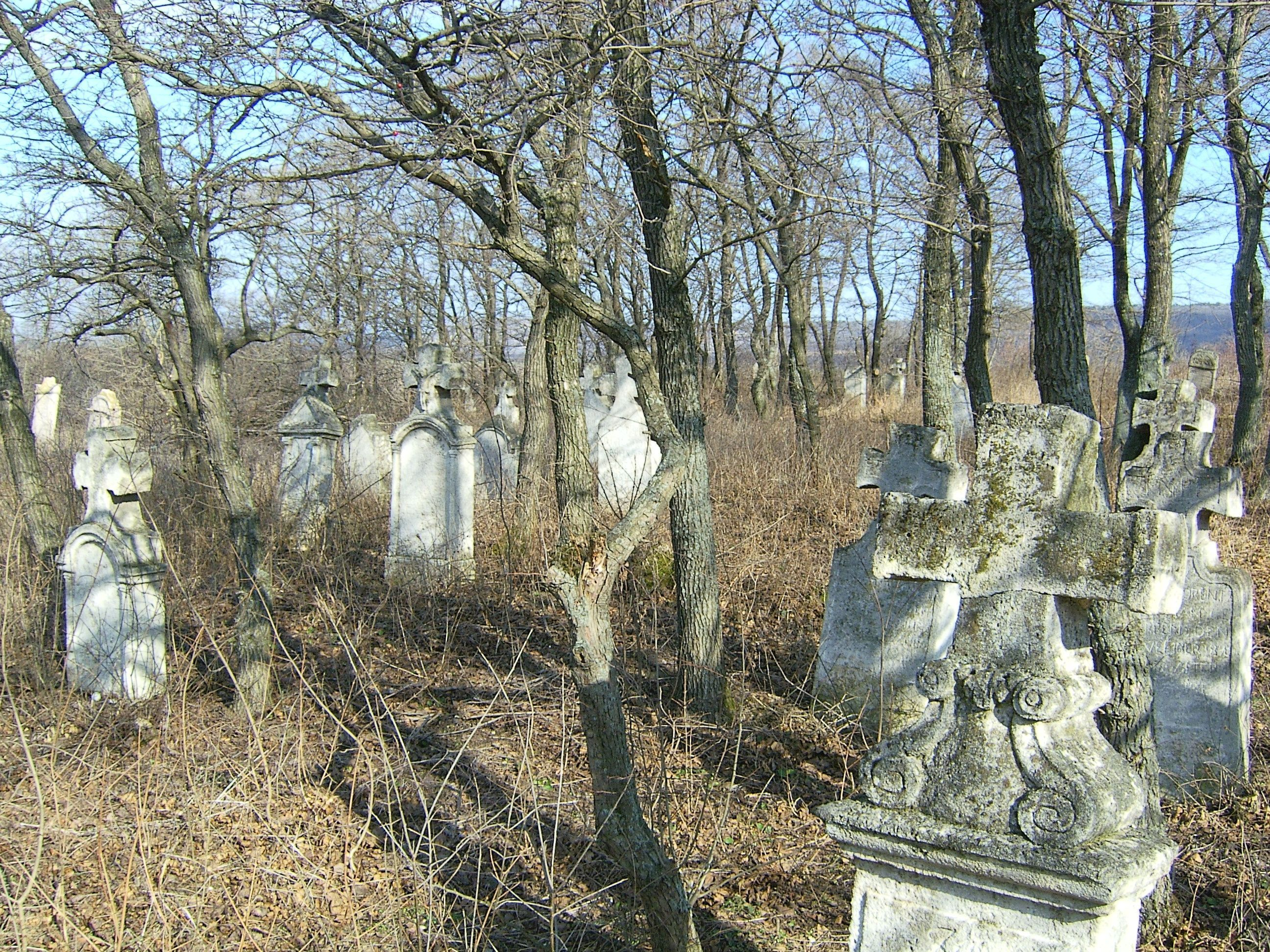
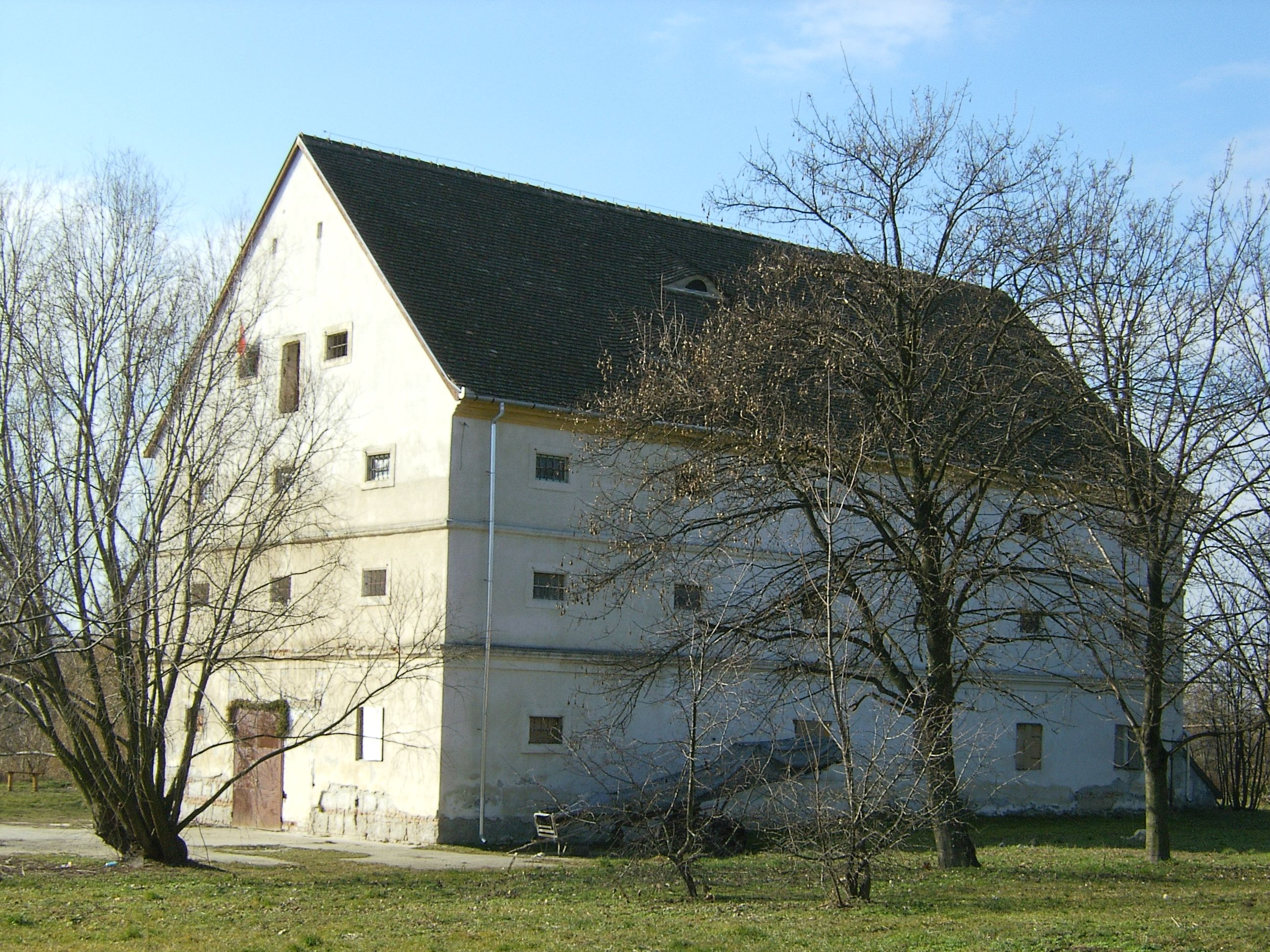
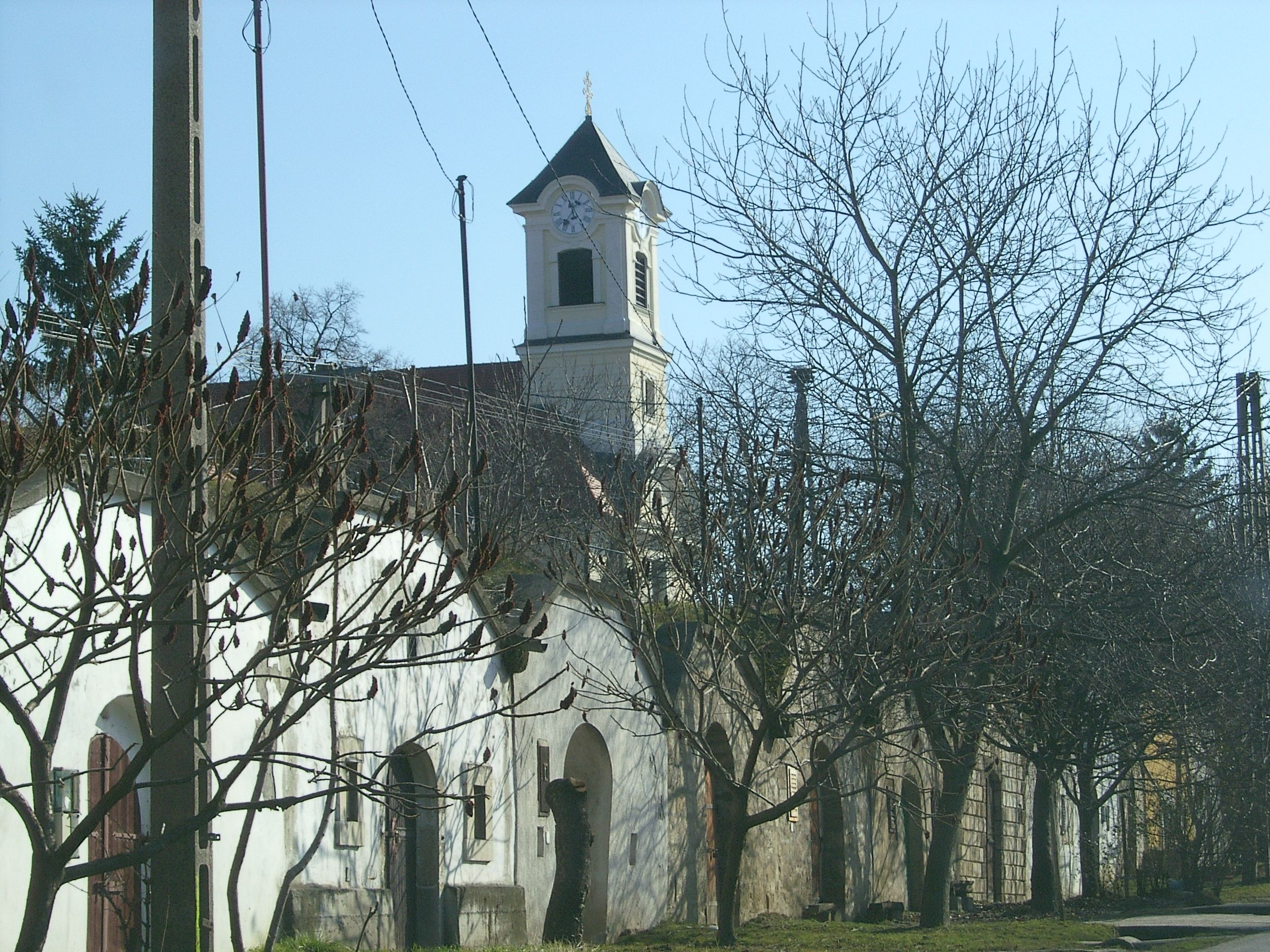
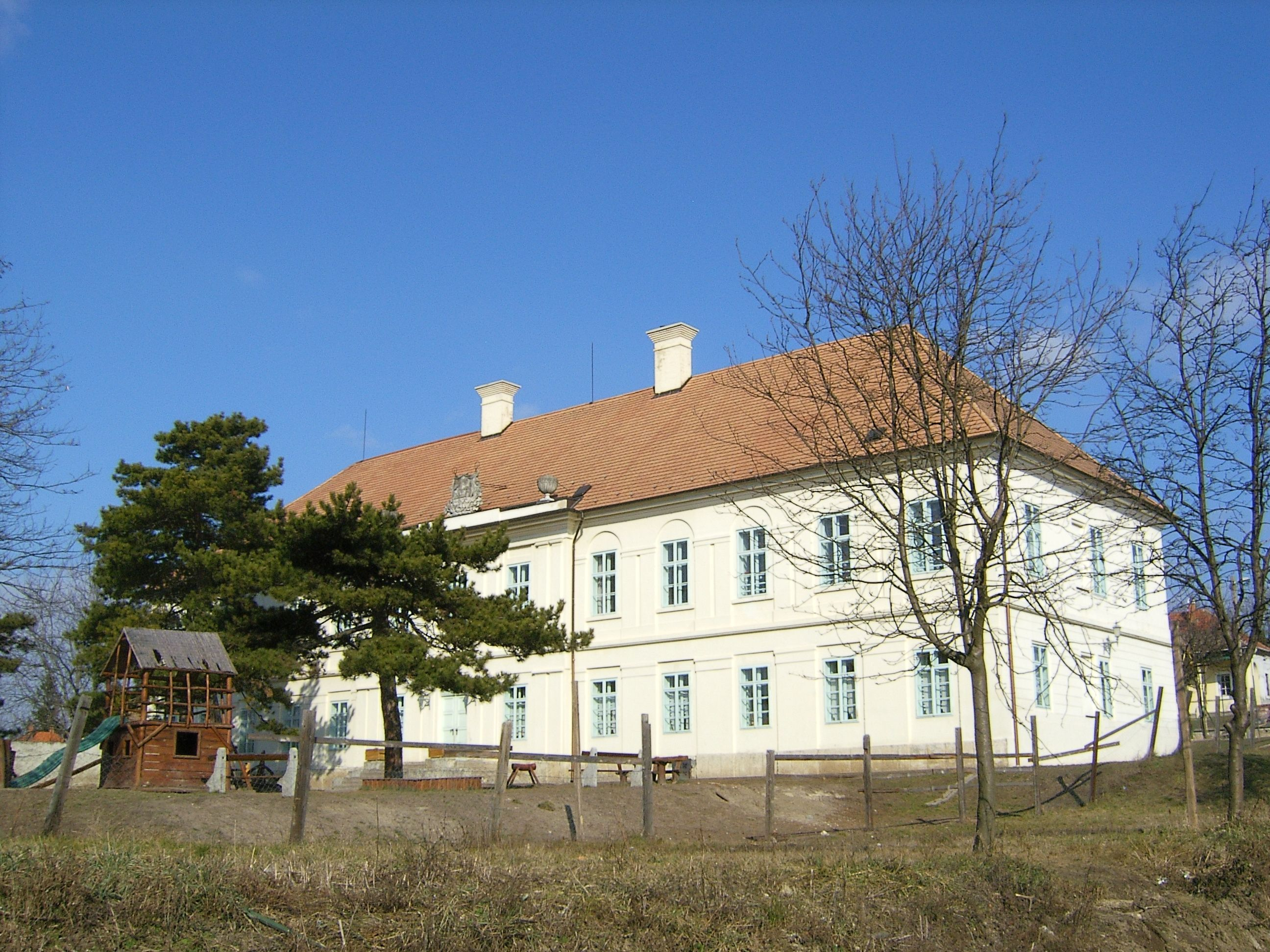